# Corruption (videojuego)
Corruption es un videojuego de aventura conversacional para múltiples plataformas desarrollado por Magnetic Scrolls y distribuido por Rainbird Software (Telecomsoft) en 1988. En este juego, un corredor de bolsa exitoso de repente se ve envuelto en un mundo de crimen y peligro.

## Características y desarrollo
El juego es una aventura de texto estándar con gráficos estáticos en todas las versiones, excepto las de Apple II y Spectrum +3. Se enfoca principalmente en la interacción del personaje en lugar de la interacción del objeto. La versión de Commodore Amiga incluye un sintetizador de voz, aunque la revista Computer Gaming World lo consideró simplemente una novedad. Durante el desarrollo fue conocido como Upon Westminster Bridge.

### Plataformas
El juego se distribuyó en las siguientes plataformas:
- Acorn Archimedes (1988)
- Commodore Amiga (1988)
- Amstrad CPC (1988)
- Apple II (1988)
- Atari ST (1988)
- Commodore 64 (1988)
- DOS (1988)
- Macintosh (1988)
- Sinclair ZX Spectrum (1988)

## Recepción
En 1989, fue elegido mejor juego de aventura de 8 bits en los Golden Joystick Awards. El crítico de ACE, lo definió como «un juego que combina una programación poderosa, humor irónico y una trama convincente, todo de una sola vez. No cabe duda de que Corruption es el mejor juego [de Magnetic Scrolls]». En Computer and Video Games, Keith Campbell escribió que «el juego tiene la misma sensación que los misterios de Infocom, como Suspect, aunque esta trama me pareció mucho más interesante». Comentó que Corruption proporcionará «horas de agradable frustración» y elogió sus gráficos, señalando que «una aventura ambientada en las oficinas de la ciudad no suena particularmente emocionante de forma gráfica, pero Magnetic Scrolls lo ha hecho así».
Sarah Sharkey, de Sinclair User, resumió, «[...] su juego es bueno. El texto está bien escrito, los personajes son muy realistas y la historia es creíble». Destacó la «súper interacción con los personajes» y el «mundo de juego absorbente y realista». Mike Gerrard, de Your Sinclair, escribió: «En general, disfruté Corruption mucho más de lo que pensé, pero no tanto como con los juegos anteriores de Magnetic Scrolls». En 1989, Computer Gaming World elogió las características del menú del juego, como la capacidad de revelar las salidas. Charles Ardai escribió en 1992 que Corruption era «el claro ganador» de la Colección Magnetic Scrolls, aunque criticó su corta duración. También afirmó que «un juego tan poderoso merece la audiencia más amplia posible».